# Kecamatan Bitung Selatan
Kecamatan Bitung Selatan är ett distrikt i Indonesien.   Det ligger i provinsen Sulawesi Utara, i den nordöstra delen av landet, 2 200 km öster om huvudstaden Jakarta. Kecamatan Bitung Selatan ligger på ön Pulau Lembeh.